# Terra di Lavoro
Labor, o  Terra di Lavoro , era l'antiga província del Regne de Nàpols que coincidiria amb les actuals províncies de Nàpols i Caserta (regió de Campània), i els districtes l'Alt Volturno (part de la província d'Isernia, Molise) de Gaeta i de Sora (part de les províncies de Llatina i Frosinone, Lazio).
El nom el pren del llatí  tasca , pedra que es lliurava als habitants de la ciutat, que els reconeixia com a treballadors. Quan quedaven cessants, havien de tornar la pedra.

## Galeria

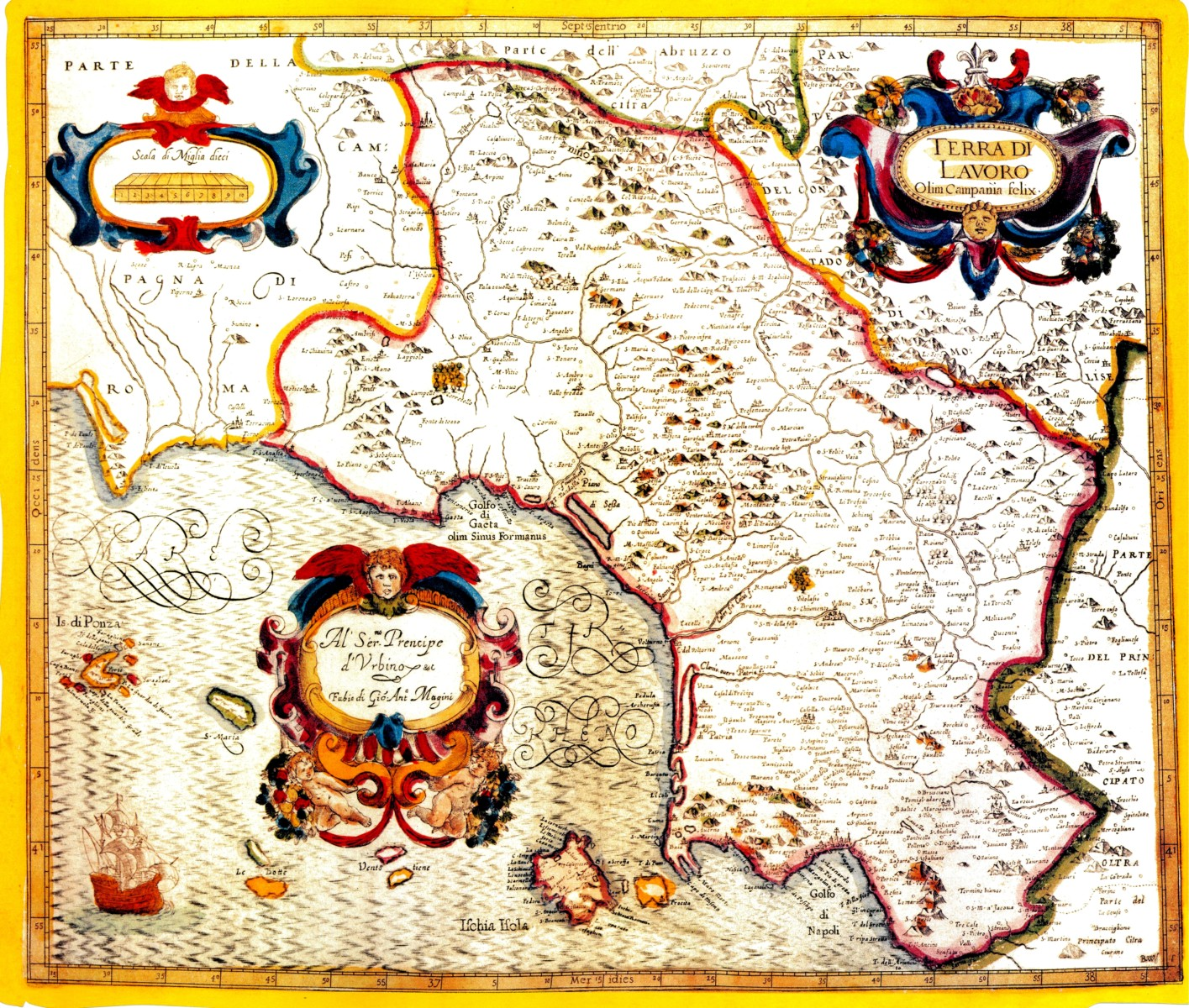
Terra di Lavoro
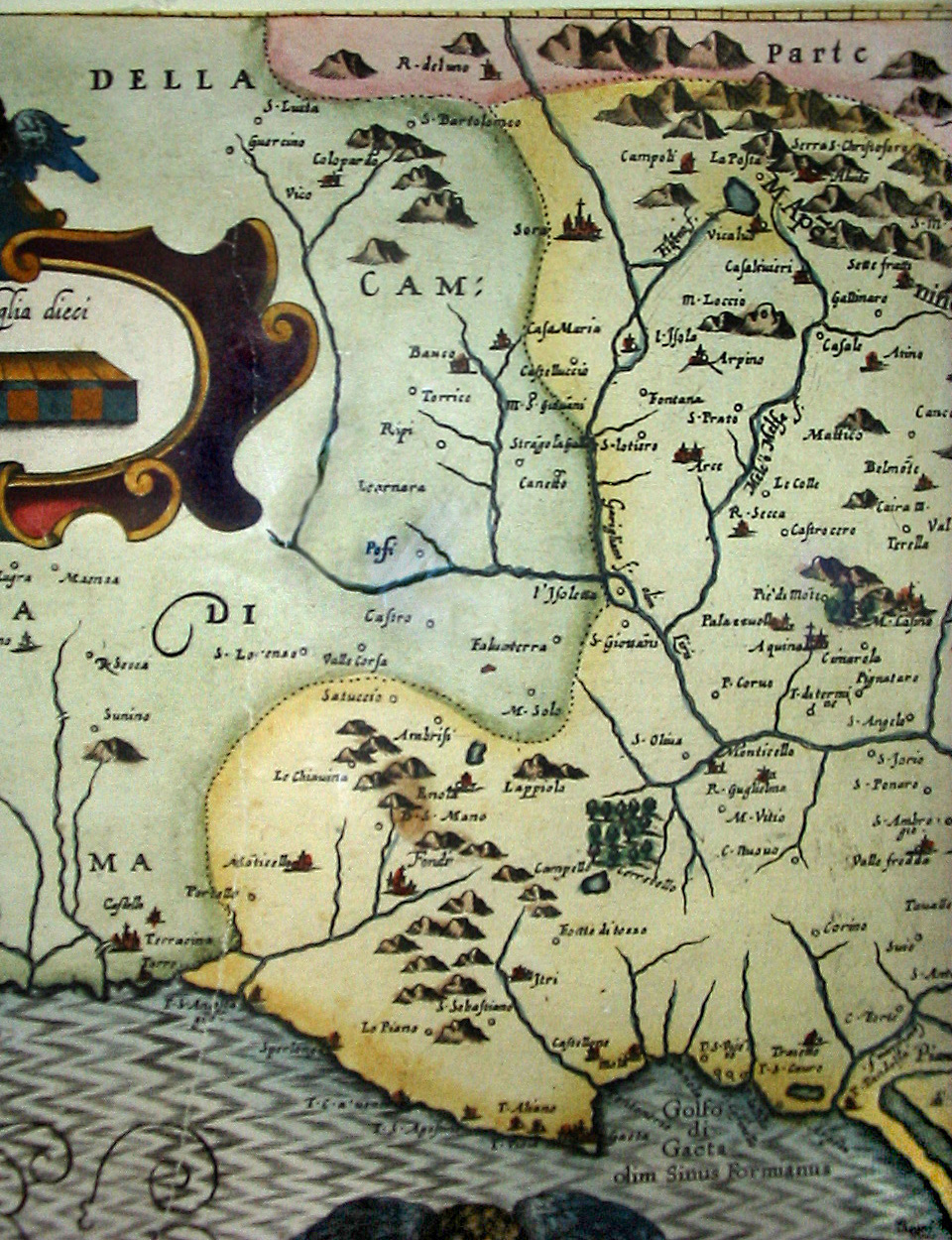
districtes de Gaeta i Sora
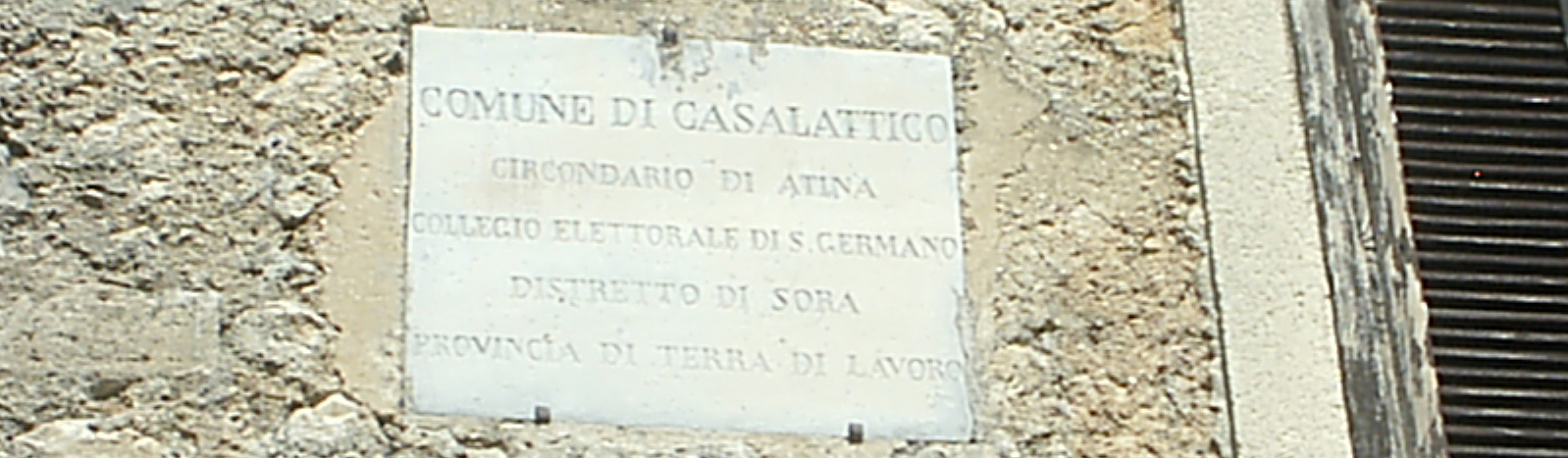
Tarja al districte de Sora